# 마쓰야마시역
마쓰야마시역(일본어: 松山市駅)은 일본 에히메현 마쓰야마시에 위치한 이요 철도의 철도역이다. 다카하마 선의 소속역이며, 이 역을 기점으로 하는 요코가와라 선과 군추 선 그리고, 시내 노면 전차인 하나조노 선등이 운영하고 있다. 총 5면 5선의 승강장을 갖췄으며, 역 번호는 IY 10 · 01이다. 하나조노 선의 경우 마쓰야마시에키마에라는 정류장 이름으로 서술하고 있다.

## 타는 곳
| 교외 전차 플랫폼 | 교외 전차 플랫폼 | 교외 전차 플랫폼 | 교외 전차 플랫폼                                    |
| ---------------- | ---------------- | ---------------- | --------------------------------------------------- |
| 1                | ■ 요코가와라 선  | 하행             | 구메 · 우메노모토 · 요코가와라 방면                 |
| 2                | ■ 다카하마 선    | 상행             | 기누야마 · 미쓰 · 다카하마 · (마쓰야마 관광항) 방면 |
| 3                | ■ 군추 선        | 하행             | 요고 · 마사키 · 군추코 방면                         |
| 시내 전차        |                  |                  |                                                     |
| 북쪽             | 하차 전용        | 하차 전용        | 하차 전용                                           |
| 남쪽             | ■ 1호선          | 순환             | JR마쓰야마에키마에 · 기야초 방면                    |
| 남쪽             | ■ 2호선          | 순환             | 오카이도 · 세키주지뵤인마에 방면                    |
| 남쪽             | ■ 3호선          |                  | 도고온센 방면                                       |
| 남쪽             | ■ 6호선          |                  | 혼마치로쿠초메 방면                                 |

## 이용 현황
| 승차 인원 추이 | 승차 인원 추이 | 승차 인원 추이 | 승차 인원 추이 |
| 연도           | 1일 평균       | 교외 전차      | 시내 전차      |
| -------------- | -------------- | -------------- | -------------- |
| 2011           | 25,354         | 17,758         | 7,596          |
| 2012           | 25,756         | 18,114         | 7,642          |
| 2013           | 26,511         | 18,583         | 7,928          |
| 2014           | 26,437         | 18,461         | 7,976          |
| 2015           | 27,175         | 19,062         | 8,113          |

## 역 주변
- 이요테쓰 다카시마야 본관 · 남관
- 이요 철도 본사
- 에히메 현립 주오 병원

## 인접 역
| 이요 철도 다카하마 선               | 이요 철도 다카하마 선                 | 이요 철도 다카하마 선                 |
| ----------------------------------- | ------------------------------------- | ------------------------------------- |
| IY 09 오테마치 마쓰야마 관광항 방면 | ■ 다카하마 선                         | 시·종착역                             |
| 이요 철도 요코가와라 선             |                                       |                                       |
| 시·종착역                           | ■ 요코가와라 선                       | 이시테가와코엔 IY 11 요코가와라 방면  |
| 이요 철도 군추 선                   |                                       |                                       |
| 시·종착역                           | ■ 군추 선                             | 도바시 IY 25 군추코 방면              |
| 이요 철도 순환선 (하나조노 선)      |                                       |                                       |
| 시·종착역                           | ■ 1호선 · ■ 2호선 · ■ 3호선 · ■ 6호선 | 미나미호리바타 02 미나미호리바타 방면 |